# Steinkjer
Steinkjer – norweskie miasto i gmina, ośrodek administracyjny okręgu Trøndelag.
Steinkjer jest 45. norweską gminą pod względem powierzchni.

## Demografia
Według danych z roku 2020 gminę zamieszkuje 24 357 osób. Gęstość zaludnienia wynosi 12,57 os./km². Pod względem zaludnienia Steinkjer zajmuje 43. miejsce wśród norweskich gmin.
| ludność stan na 1 stycznia 2020 |         |           |        |
|                                 | kobiety | mężczyźni | razem  |
| osób                            | 11 999  | 12 358    | 24 357 |
| %                               | 49,26%  | 50,74%    | 100%   |

| wykształcenie stan na 1 stycznia 2020dla osób powyżej 16 lat |        |         |        |        |
|                                                              | podst. | średnie | wyższe | niezn. |
| osób                                                         | 4686   | 7784    | 5117   | 57     |
| %                                                            | 26,56% | 44,12%  | 29,00% | 0,32%  |

## Historia
W 1858 roku Steinkjer zostało samodzielną gminą. Gmina została w tym roku wydzielona z dwóch innych gmin Stod oraz Sparbu, wtedy gminę zamieszkiwało 1150 mieszkańców. Natomiast w 1964 gmina pochłonęła mniejsze miejscowości, takie jak Beitstad, Sparbu, Ogndal, Egge, Stod oraz Kvam. Po fuzji gmina liczyła 19 582 mieszkańców.
1 stycznia 2020 Steinkjer zostało połączone z gminą Verran.

## Edukacja
Według danych z 2020:
- liczba szkół podstawowych (norw. grunnskolar): 12[5]
- liczba uczniów szkół podst.: 2567[5]

## Władze gminy
Według danych na rok 2020 administratorem gminy (norw. rådmann) jest Torunn Austheim, natomiast burmistrzem (norw. ordfører, d. borgermester) jest Anne Berit Lein z Senterpartiet.